# 쿠우라
쿠우라(クウラ, Cooler)은 토리야마 아키라의 만화 드래곤볼 애니메이션의 등장 인물이다.

## 행적
- 일본 : 나카오 류세이
- 대한민국 : 장세준, 한채언

프리저의 친형이며, 프리저가 죽은뒤에 지구를 정복하기 위해 소대를 이끌고 지구로 쳐들어왔다. 그러나 오공과 베지터, 야무치, 천진반, 크리링, 피콜로에게 저지당해 소대가 전멸해 오공과 최후의 결전을 위해 변신을 하지만 죽게된다. 그러나 그의 신체일부가 슈퍼 인공지능을 가진 칩과 결합에 나노 테크놀로지 군단으로 살아난뒤에 신 나메크 행성을 침략했다가 초사이어인 상태의 손오공과 베지터에게 또다시 죽게된다.